# 13. deželnostrelska divizija (Avstro-Ogrska)
13. deželnostrelska divizija (izvirno nemško 13. Landwehr/Schützen-Division) je bila pehotna divizija avstro-ogrske kopenske vojske, ki je bila aktivna med prvo svetovno vojno.

## Zgodovina
Aprila 1917 je bila divizija preimenovana iz ''13. Landwehr-Division (13. domobranska divizija) v 13. Landschützen-Division (45. deželnostrelska divizija).
Divizija je sodelovala v edini avstro-ogrsko-nemški ofenzivi na soški fronti.

## Organizacija
Maj 1941
- 25. domobranska pehotna brigada
- 26. domobranska pehotna brigada
- 13. domobranski poljskohavbični divizion
- 13. domobranski poljskotopniški divizion

## Poveljstvo
Poveljniki (Kommandanten)
- Eduard von Kreysa: avgust - november 1914
- Gustav Székeli de Doba: november 1914 - februar 1915
- Eduard von Kreysa: februar - avgust 1915
- Gustav Székeli de Doba: avgust 1915 - junij 1916
- Franz Kalser von Maasfeld: julij 1916 - februar 1918
- Ernst Kindl: februar - november 1918